# Héraldique napoléonienne
Lorsque par décrets du 1er mars 1808 Napoléon crée en France des titres d'Empire, l'Empereur leur attribue un règlement héraldique.
Tandis que de nouvelles armoiries furent créées pour des familles roturières de l'Ancien Régime, d'anciennes familles nobles adaptèrent leurs armes aux nouveaux règlements (ex. : Régnier duc de Massa ou Grouchy), ou en créèrent de nouvelles en rupture avec celles de l'Ancien régime (ex : famille de Cambacérès, famille Clarke, etc.).
Au lendemain de Waterloo et de la chute de l'Empire, seuls quelques chefs étoilés, quartiers d'azur et cantons de gueules, subsisteront dans les armoiries des personnes titrées par l'Empereur. Toutefois, les blasons seront souvent conservés en étant allégés des francs quartiers ou chefs typiquement impériaux. 
Les règles napoléoniennes héraldiques ne sont en fait que des règles de droit héraldique qui ne concernent que le droit (voire le devoir) de porter tel ou tel élément selon son rang ou sa fonction, mais ne remettent que peu en cause les règles du blason. L'ancien régime connaissait déjà un droit héraldique essentiellement coutumier, comme le droit d'antériorité, valable encore aujourd'hui. Le pouvoir royal n'avait produit que quelques règles très ponctuelles (comme son contrôle sur la fleur de lys d'or sur champ d'azur) mais peu efficaces , faute de possibilité de contrôle et de moyen de répression. 
L'empire est allé plus loin que l'ancien régime dans la définition des règles de droit héraldiques par l'autorité politique et a voulu construire une héraldique plus étroitement subordonnée au pouvoir et dont le sens symbolique était souvent plus explicite (par exemple des meubles faisant références à l'Égypte pour les personnes ayant participé à l'expédition de 1798). Cambacérès ayant certainement joué un rôle clé en sa qualité de président du Conseil du sceau.[réf. nécessaire]

## Chargesde l'écu

Grandes armes impériales

Jusqu'en 1789, le rang de noblesse de la famille, les fonctions civiles et militaires du détenteur étaient majoritairement représentées dans les ornements extérieurs de l'écu ; désormais les rangs et fonctions seront représentés sur des pièces au sein de l'écu.

« L'héraldique napoléonienne est d'inspiration antique et naturaliste. Les meubles se conforment à une certaine symbolique. Ce symbole est un fait d'armes, un rappel d'un commandement glorieux, un trait de caractère, une figure rappelant la campagne d'Égypte, une inspiration maçonnique. Mais, également, elle introduit une codification obligatoire, indiquant le titre et la fonction du titulaire. »

## Ornements extérieurs de l'écu

### Couronnes et toques
Seuls la famille impériale et les princes souverains avaient la possibilité d'arborer une couronne sur leurs armes tandis qu'une toque différente fut attribuée aux grands dignitaires, ducs, comtes, barons et chevaliers de l'Empire.

Couronne de l'empereur Napoléon Ier.
Couronne de l'empereur Napoléon III.
Couronne des princes souverains.
Toque des princes grands dignitaires.

Toque des ducs de l'Empire et du royaume d'Italie.
Toque des comtes-sénateurs de l'Empire et du royaume d'Italie.
Toque des barons de l'Empire et du royaume d'Italie.
Toque des chevaliers de l'Empire et du royaume d'Italie.

### Grandes dignités et maréchaux d'Empire
Avec la création par la constitution de l'an XII (1804) des six grandes dignités de l'Empire (grand électeur, archichancelier de l'Empire, archichancelier d'État, architrésorier, connétable et grand amiral) apparurent les ornements extérieurs correspondants.
La dignité de maréchal d'Empire laissait la possibilité au récipiendaire d'arborer deux bâtons d'azur semé d'aigles d'or en sautoir.

## Les titres d'Empire

### Les princes
|  | Les grands dignitaires Sur le blason : Les princes grands dignitaires ajoutent un chef d'azur, semé d'abeilles d'or. Ornements extérieurs : Six lambrequins d'or. Toque de velours noir, retroussée de vair, avec porte-aigrette d'or, surmonté de sept plumes d'argent. Manteau d'azur semé d'abeilles d'or, doublé d'hermine, surmonté d'un bonnet d'azur, retroussé d'hermine. |
|  | Les princes souverains Sur le blason : Les princes souverains ajoutent un chef d'azur, chargé d'une aigle d'or, empiétant un foudre du même, les ailes étendues et la tête contournée. Ornements extérieurs : Six lambrequins d'or. Manteau d'azur, frangé d'or, doublé d'hermine et surmonté d'une couronne d'or à bonnet d'azur.                                                |

### Les ducs de l'Empire
|  | Les ducs de l'Empire Sur le blason : Les ducs ajoutent un chef de gueules, semé d'étoiles d'argent. Ornements extérieurs : Six lambrequins d'or. Toque de velours noir, retroussée d'hermine, avec porte-aigrette d'or, surmonté de sept plumes d'argent. Manteau d'azur, doublé de vair. |

### Les comtes de l'Empire
« Pour les Comtes et les Barons, cette codification figure dans un franc-quartier. En réalité le nom de « Franc-quartier », qui normalement occupe le quart de la surface du blason, est ici impropre puisque ses dimensions doivent s'adapter à celles des figures afin de ne pas gêner la lecture. »

|  | Les comtes Sénateurs Sur le blason : franc-quartier ou un franc-canton d'azur, chargé d'un miroir d'or où se mire un serpent d'argent. Ornements extérieurs : Quatre lambrequins (deux d'or et deux d'argent). Toque de velours noir, retroussée de contre-hermine, avec porte-aigrette or et argent, surmonté de cinq plumes d'argent. Manteau d'azur doublé d'argent.            |
|  | Les comtes archevêques Sur le blason : franc-quartier ou un franc-canton d'azur, à une croix pattée d'or. Ornements extérieurs : Chapeau de sinople d'Archevêque, croix en pal, l'écu timbré du pallium. Quatre lambrequins (deux d'or et deux d'argent). Toque de velours noir, retroussée de contre-hermine, avec porte-aigrette or et argent, surmonté de cinq plumes d'argent. |
|  | Les comtes militaires Sur le blason : franc-quartier ou franc-canton d'azur, chargé d'une épée haute d'argent, garnie d'or. Ornements extérieurs : Toque de velours noir, retroussée de contre-hermine, avec porte-aigrette or et argent, surmonté de cinq plumes d'argent. |
|  | Les comtes ministres Sur le blason : franc-quartier ou franc-canton d'azur, chargé d'une tête de lion arrachée d'or. Ornements extérieurs : Toque de velours noir, retroussée de contre-hermine, avec porte-aigrette or et argent, surmonté de cinq plumes d'argent. |
|  | Les comtes conseillers d'État Sur le blason : franc-quartier ou franc-canton échiqueté d'or et d'azur. Ornements extérieurs : Toque de velours noir, retroussée de contre-hermine, avec porte-aigrette or et argent, surmonté de cinq plumes d'argent. |
|  | Les comtes présidents du Corps législatif Sur le blason : franc-quartier ou franc-canton d'azur, chargé des tables de la loi d'or. Ornements extérieurs : Toque de velours noir, retroussée de contre-hermine, avec porte-aigrette or et argent, surmonté de cinq plumes d'argent.                                                                                                 |
|  | Les comtes officiers de la maison de l'Empereur Sur le blason : franc-quartier ou franc-canton d'azur, chargé d'un portique ouvert, surmonté d'un fronton d'or, accompagné des lettres DA (Domus Altissima) du même. Ornements extérieurs : Toque de velours noir, retroussée de contre-hermine, avec porte-aigrette or et argent, surmonté de cinq plumes d'argent.               |
|  | Les comtes officiers de la maison des Princes Sur le blason : franc-quartier ou franc-canton d'azur, chargé d'un portique ouvert, surmonté de d'un fronton d'or, accompagné en cœur des lettres DJ (Domus Julii) du même. Ornements extérieurs : Toque de velours noir, retroussée de contre-hermine, avec porte-aigrette or et argent, surmonté de cinq plumes d'argent.          |
|  | Les comtes ministres employés à l'extérieur Sur le blason : franc-quartier ou franc-canton d'azur, chargé d'une tête de lion arrachée d'argent. Ornements extérieurs : Toque de velours noir, retroussée de contre-hermine, avec porte-aigrette or et argent, surmonté de cinq plumes d'argent.                                                                                    |
|  | Les comtes préfets Sur le blason : franc-quartier ou franc-canton d'azur, chargé d'une muraille crénelée d'or, surmontée d'une branche de chêne du même. Ornements extérieurs : Toque de velours noir, retroussée de contre-hermine, avec porte-aigrette or et argent, surmonté de cinq plumes d'argent.                                                                           |
|  | Les comtes maires Sur le blason : franc-quartier ou franc-canton d'azur, chargé d'une muraille crénelée d'or. Ornements extérieurs : Toque de velours noir, retroussée de contre-hermine, avec porte-aigrette or et argent, surmonté de cinq plumes d'argent. |
|  | Les comtes présidents de collège électoral Sur le blason : franc-quartier ou franc-canton d'azur, chargé de trois fusées d'or, posées en fasce. Ornements extérieurs : Toque de velours noir, retroussée de contre-hermine, avec porte-aigrette or et argent, surmonté de cinq plumes d'argent.                                                                                    |
|  | Les comtes membres de collège électoral Sur le blason : franc-quartier ou franc-canton d'azur, chargé d'une branche de chêne d'or, posée en bande. Ornements extérieurs : Toque de velours noir, retroussée de contre-hermine, avec porte-aigrette or et argent, surmonté de cinq plumes d'argent.                                                                                 |
|  | Les comtes propriétaires (comtes n'entrant pas dans une des catégories précédentes) Sur le blason : franc-quartier ou franc-canton d'azur, à un épi de blé d'or, posé en pal. Ornements extérieurs : Toque de velours noir, retroussée de contre-hermine, avec porte-aigrette or et argent, surmonté de cinq plumes d'argent.                                                      |

#### Les comtesses de l'Empire
|  | Comtesses attachées aux maisons impériales Sur le blason : Un écusson en abîme d'azur, au portique ouvert à deux colonnes, surmonté d'un fronton d'or. Ornements extérieurs : Deux palmes d'or, nouées en sautoir, d'un ruban d'azur, entourant l'écu. |
|  | Comtesse, veuve de militaire Sur le blason : Un écusson d'or en abîme à l'épée de sable en pal renversée. Ornements extérieurs : Deux palmes d'or, nouées en sautoir, d'un ruban d'azur, entourant l'écu.                                              |
|  | Autres comtesses Sur le blason : Un écusson en abîme d'or plein. Ornements extérieurs : Deux palmes d'or, nouées en sautoir, d'un ruban d'azur, entourant l'écu.                                                                                       |

### Les barons de l'Empire
|  | Les barons évêques Sur le blason : Franc-quartier ou franc-canton sénestre de gueules, à une croix alésée d'or. Ornements extérieurs : Chapeau de sinople d'Évêque et croix en pal. Quatre lambrequins d'argent. Toque de velours noir, retroussée de contre-vair, avec porte-aigrette argent, surmonté de trois plumes d'argent. |
|  | Les barons militaires Sur le blason : Franc-quartier ou franc-canton sénestre de gueules, à une épée haute d'argent. Ornements extérieurs : Quatre lambrequins d'argent. Toque de velours noir, retroussée de contre-vair, avec porte-aigrette argent, surmonté de trois plumes d'argent. |
|  | Les barons ministres employés à l'extérieur Sur le blason : Franc-quartier ou franc-canton sénestre de gueules, chargé d'une tête de lion arrachée d'argent. Ornements extérieurs : Quatre lambrequins d'argent. Toque de velours noir, retroussée de contre-vair, avec porte-aigrette argent, surmonté de trois plumes d'argent. |
|  | Les barons jurisconsultes Notes : on qualifie également dans les blasonnements ce quartier de : - barons conseillers d'État - barons tirés du Conseil d'État - barons pris dans le Conseil d'État Sur le blason : franc-quartier ou franc-canton sénestre échiqueté de gueules et d'or. Ornements extérieurs : Quatre lambrequins d'argent. Toque de velours noir, retroussée de contre-vair, avec porte-aigrette argent, surmonté de trois plumes d'argent. |
|  | Les barons officiers de la maison de l'Empereur Sur le blason : Franc-quartier ou franc-canton sénestre de gueules, chargé d'un portique ouvert, surmonté d'un fronton d'argent, accompagné des lettres DA (Domus Altissima) du même. Ornements extérieurs : Quatre lambrequins d'argent. Toque de velours noir, retroussée de contre-vair, avec porte-aigrette argent, surmonté de trois plumes d'argent.                                                   |
|  | Les barons officiers de la maison des princes Sur le blason : Franc-quartier ou franc-canton sénestre de gueules, chargé d'un portique ouvert, surmonté d'un fronton d'argent, accompagné en cœur des lettres DJ (Domus Julii) du même. Ornements extérieurs : Quatre lambrequins d'argent. Toque de velours noir, retroussée de contre-vair, avec porte-aigrette argent, surmonté de trois plumes d'argent.                                                 |
|  | Les barons préfets Sur le blason : Franc-quartier ou franc-canton sénestre de gueules, chargé d'une muraille crénelée d'argent, surmontée d'une branche de chêne du même. Ornements extérieurs : Quatre lambrequins d'argent. Toque de velours noir, retroussée de contre-vair, avec porte-aigrette argent, surmonté de trois plumes d'argent. |
|  | Les barons sous-préfets Sur le blason : Franc-quartier ou franc-canton sénestre de gueules, chargé d'une muraille non-crénelée d'argent, surmontée d'un rameau d'olivier du même. Ornements extérieurs : Quatre lambrequins d'argent. Toque de velours noir, retroussée de contre-vair, avec porte-aigrette argent, surmonté de trois plumes d'argent. |
|  | Les barons maires Sur le blason : Franc-quartier ou franc-canton sénestre de gueules, chargé d'une muraille crénelée d'argent. Ornements extérieurs : Quatre lambrequins d'argent. Toque de velours noir, retroussée de contre-vair, avec porte-aigrette argent, surmonté de trois plumes d'argent. |
|  | Les barons présidents ou procureurs généraux de la Cour de cassation Sur le blason : Franc-quartier ou franc-canton sénestre de gueules, chargé d'une balance d'argent. Ornements extérieurs : Quatre lambrequins d'argent. Toque de velours noir, retroussée de contre-vair, avec porte-aigrette argent, surmonté de trois plumes d'argent. |
|  | Les barons conseillers en cour impériale Sur le blason : Franc-quartier ou franc-canton sénestre de gueules, chargé d'une balance d'argent, nouée de sable. Ornements extérieurs : Quatre lambrequins d'argent. Toque de velours noir, retroussée de contre-vair, avec porte-aigrette argent, surmonté de trois plumes d'argent. |
|  | Les barons présidents ou procureurs généraux en cour impériale Sur le blason : Franc-quartier ou franc-canton sénestre de gueules, chargé d'une toque de sable, retroussée d'hermine. Ornements extérieurs : Quatre lambrequins d'argent. Toque de velours noir, retroussée de contre-vair, avec porte-aigrette argent, surmonté de trois plumes d'argent.                                                                                                   |
|  | Les barons officiers de santé attachés aux armées Sur le blason : Franc-quartier ou franc-canton sénestre de gueules, chargé d'une épée d'argent, posée en barre, la pointe vers le bas. Ornements extérieurs : Quatre lambrequins d'argent. Toque de velours noir, retroussée de contre-vair, avec porte-aigrette argent, surmonté de trois plumes d'argent.                                                                                                |
|  | Les barons présidents du collège électoral Sur le blason : Franc-quartier ou franc-canton sénestre de gueules, chargé de trois fusées d'argent, posées en fasce. Ornements extérieurs : Quatre lambrequins d'argent. Toque de velours noir, retroussée de contre-vair, avec porte-aigrette argent, surmonté de trois plumes d'argent. |
|  | Les barons membres du collège électoral Sur le blason : Franc-quartier ou franc-canton sénestre de gueules, chargé d'une branche de chêne d'argent, posée en bande. Ornements extérieurs : Quatre lambrequins d'argent. Toque de velours noir, retroussée de contre-vair, avec porte-aigrette argent, surmonté de trois plumes d'argent. |
|  | Les barons tirés des corps savants Sur le blason : Franc-quartier ou franc-canton sénestre de gueules, chargé d'une palme d'argent, posée en bande. Ornements extérieurs : Quatre lambrequins d'argent. Toque de velours noir, retroussée de contre-vair, avec porte-aigrette argent, surmonté de trois plumes d'argent. |
|  | Les barons propriétaires (barons n'entrant pas dans une des catégories précédentes.) Sur le blason : Franc-quartier ou franc-canton sénestre de gueules, chargé d'un épi d'argent. Ornements extérieurs : Quatre lambrequins d'argent. Toque de velours noir, retroussée de contre-vair, avec porte-aigrette argent, surmonté de trois plumes d'argent. |

#### Les baronnes de l'Empire
|  | Baronnes attachées aux maisons impériales Sur le blason : Un écusson de gueules en abîme, chargé d'un portique ouvert à deux colonnes, surmonté d'un fronton d'argent. Ornements extérieurs : Deux palmes d'argent, nouées en sautoir, d'un ruban de pourpre, entourant l'écu. |
|  | Baronnes, veuves de militaire Sur le blason : Un écusson d'argent en abîme à l'épée d'azur en pal renversée d'azur. Ornements extérieurs : Deux palmes d'argent, nouées en sautoir, d'un ruban de pourpre, entourant l'écu.                                                    |
|  | Autres baronnes Sur le blason : Un écusson en abîme d'argent plein. Ornements extérieurs : Deux palmes d'argent, nouées en sautoir, d'un ruban de pourpre, entourant l'écu. |

### Leschevaliers de l'Empire
|  | |
|  | Les chevaliers légionnaires Sur le blason : « Une pièce honorable de gueules chargée d'une croix d'argent à cinq doubles branches, sans ruban, ni couronne, ». Ornements extérieurs : « Toque de velours noir, retroussée de sinople, avec porte-aigrette d'argent, et aigrette de même métal ». |
|  | Les chevaliers non-légionnaires Sur le blason : « Une pièce honorable de gueules chargée d'un anneau d'argent, ». Ornements extérieurs : « Toque de velours noir, retroussée de sinople, avec porte-aigrette d'argent, et aigrette de même métal ».                                              |
|  | Les chevaliers de l'ordre de la Réunion Sur le blason : « Une pièce honorable d'azur chargée d'une étoile à douze rais d'or, ». Ornements extérieurs : « Toque de velours noir, retroussée de sinople, avec porte-aigrette d'argent, et aigrette de même métal ».                                |

## Lesbonnes villes du Premier Empire
|  | Bonnes villes du Premier Empire Villes représentées par leurs maires au sacre de Napoléon Ier : elles prenaient rang de duchesses. Sur le blason : Chef de gueules chargé de trois abeilles d'or posées en fasce. Ornements extérieurs : Couronne murale à sept créneaux sommée d'une aigle naissante d'or pour cimier, soutenue d'un caducée de même auquel sont suspendus deux festons servant de lambrequins, l'un à dextre de chêne, l'autre à senestre d'olivier aussi d'or, noués et rattachés par des bandelettes de gueules.        |
|  | Les villes de seconde classe Villes représentées par leurs maires au sacre de Napoléon Ier : elles prenaient rang de comtesses. Sur le blason : Franc-quartier ou canton dextre d'azur chargé d'un N d'or, surmontée d'une étoile rayonnante de même. Ornements extérieurs : Couronne murale à sept créneaux d'argent pour cimier, soutenue d'un caducée de même auquel sont suspendus deux festons servant de lambrequins, l'un à dextre de chêne, l'autre à senestre d'olivier aussi d'or, noués et rattachés par des bandelettes d'azur. |
|  | Les villes de troisième classe Villes représentées par leurs maires à la nomination des préfets : elles prenaient rang de baronnes. Sur le blason : Franc-quartier ou canton sénestre d'azur chargé d'un N d'argent, surmontée d'une étoile rayonnante de même. Ornements extérieurs : Couronne de gerbes de blé d'or, à laquelle sont suspendus deux festons servant de lambrequins, l'un à dextre, d'olivier, l'autre à senestre, de chênes, noués et rattachés par des bandelettes de gueules.                                           |

## Leroyaume d'Italie (1805-1814)

### Lanoblesse du royaume d'Italie
Nous avons peu de renseignements concernant les « usages héraldiques » utilisés par la noblesse du royaume d'Italie (1805-1814). Cependant, on trouve :

#### Les ducs du Royaume
|  | Les ducs du Royaume Sur le blason : Les ducs ajoutent un chef de gueules, semé d'étoiles d'argent. Ornements extérieurs : Six lambrequins d'or. Toque de velours noir, retroussée d'hermine, avec porte-aigrette d'or, surmonté de sept plumes d'argent. Manteau de sinople, doublé de vair. |

#### Les comtes du Royaume
|  | Les comtes sénateurs Sur le blason : franc-quartier ou un canton de sinople, chargé d'un miroir d'or où se mire un serpent d'argent. Ornements extérieurs : Quatre lambrequins (deux d'or et deux d'argent). Toque de velours noir, retroussée de contre-hermine, avec porte-aigrette or et argent, surmonté de cinq plumes d'argent. Manteau de sinople doublé d'argent,. |
|  | Les comtes grands officiers de la Couronne Sur le blason : franc-quartier ou un canton de sinople chargé d'un chevron abaissé d'or, surmonté de cinq étoiles du même, 3 et 2. Ornements extérieurs : Quatre lambrequins (deux d'or et deux d'argent). Toque de velours noir, retroussée de contre-hermine, avec porte-aigrette or et argent, surmonté de cinq plumes d'argent. Les Grands Officiers de la Couronne sont sénateur de droit, donc : manteau de sinople doublé d'argent.                                                  |
|  | Les comtes archevêques Le franc-quartier des comtes-archevêques nous est inconnu, néanmoins, on trouve chez Giovanni Battista Caprara, archevêque de Milan, comte du royaume Sur le blason : franc-quartier ou un canton de sinople, à une croix pattée d'or. Ornements extérieurs : Chapeau de sinople d'Archevêque, croix en pal, l'écu timbré du pallium. Quatre lambrequins (deux d'or et deux d'argent). Toque de velours noir, retroussée de contre-hermine, avec porte-aigrette or et argent, surmonté de cinq plumes d'argent. |
|  | Les comtes ministres Sur le blason : franc-quartier ou canton de sinople, chargé d'une tête de lion arrachée d'or. Ornements extérieurs : Toque de velours noir, retroussée de contre-hermine, avec porte-aigrette or et argent, surmonté de cinq plumes d'argent. |
|  | Les comtes conseillers d'État Sur le blason : franc-quartier ou canton inconnu. Ornements extérieurs : Toque de velours noir, retroussée de contre-hermine, avec porte-aigrette or et argent, surmonté de cinq plumes d'argent. |
|  | Les comtes membres de collège électoral Sur le blason : franc-quartier ou canton inconnu. Ornements extérieurs : Toque de velours noir, retroussée de contre-hermine, avec porte-aigrette or et argent, surmonté de cinq plumes d'argent. |
|  | Les comtes propriétaires (comtes ne rentrant pas dans une des catégories précédentes) Sur le blason : franc-quartier ou canton inconnu. Ornements extérieurs : Toque de velours noir, retroussée de contre-hermine, avec porte-aigrette or et argent, surmonté de cinq plumes d'argent. |

#### Les barons du royaume
|  | Les barons évêques Sur le blason : Franc-quartier ou canton sénestre de sinople, à une croix alésée d'or. Ornements extérieurs : Chapeau de sinople d'Évêque et croix en pal. Quatre lambrequins d'argent. Toque de velours noir, retroussée de contre-vair, avec porte-aigrette argent, surmonté de trois plumes d'argent. |
|  | Les barons officiers de la maison royale Sur le blason : Franc-quartier ou canton inconnu. Ornements extérieurs : Quatre lambrequins d'argent. Toque de velours noir, retroussée de contre-vair, avec porte-aigrette argent, surmonté de trois plumes d'argent.                                                             |
|  | Les barons préfets Sur le blason : Franc-quartier ou canton inconnu. Ornements extérieurs : Quatre lambrequins d'argent. Toque de velours noir, retroussée de contre-vair, avec porte-aigrette argent, surmonté de trois plumes d'argent.                                                                                   |
|  | Les barons maires Sur le blason : Franc-quartier ou canton inconnu. Ornements extérieurs : Quatre lambrequins d'argent. Toque de velours noir, retroussée de contre-vair, avec porte-aigrette argent, surmonté de trois plumes d'argent.                                                                                    |
|  | Les barons présidents de Cour de cassation Sur le blason : Franc-quartier ou canton inconnu. Ornements extérieurs : Quatre lambrequins d'argent. Toque de velours noir, retroussée de contre-vair, avec porte-aigrette argent, surmonté de trois plumes d'argent.                                                           |
|  | Les barons présidents de cour d'appel Sur le blason : Franc-quartier ou canton inconnu. Ornements extérieurs : Quatre lambrequins d'argent. Toque de velours noir, retroussée de contre-vair, avec porte-aigrette argent, surmonté de trois plumes d'argent.                                                                |
|  | Les barons employés dans les administrations publiques Sur le blason : Franc-quartier ou canton inconnu. Ornements extérieurs : Quatre lambrequins d'argent. Toque de velours noir, retroussée de contre-vair, avec porte-aigrette argent, surmonté de trois plumes d'argent.                                               |
|  | Les barons membres de collège électoral Sur le blason : Franc-quartier ou canton inconnu. Ornements extérieurs : Quatre lambrequins d'argent. Toque de velours noir, retroussée de contre-vair, avec porte-aigrette argent, surmonté de trois plumes d'argent.                                                              |

#### Les chevaliers du Royaume
|  | Les chevaliers de l’ordre de la Couronne de fer Sur le blason : « ... [Les Chevaliers] de la Couronne de Fer mettaient cette couronne d'argent sur une pièce de sinople ». Ornements extérieurs : « Toque de velours noir, retroussée de sinople, avec porte-aigrette d'argent, et aigrette de même métal , ». |

### Lesbonnes villesdu royaume
|  | Bonnes villes du royaume Sur le blason : Chef de sinople chargé de la lettre capitale N accompagnée de trois roses de six feuilles mal ordonnées, tous d'or, qui est des bonnes villes du Royaume. Ornements extérieurs : Couronne murale à sept créneaux d'or, surmonté de l'aigle naissante au naturel, tenant entre les serres un caducée d'or posé en fasce ; le tout accompagné de deux guirlandes entrelacées d'olivier et de chêne du même, séparées entre les deux flancs et réunies et pendantes de la pointe. Les bonnes villes (buone città) étaient : Milan, Venise, Bologne, Brescia, Vérone, Mantoue. |
|  | Les villes de seconde classe Sur le blason : Franc-quartier ou canton dextre de sinople, chargé d'un N d'argent surmonté d'une étoile. Ornements extérieurs : Couronne murale de cinq créneaux d'or pour cimier, soutenue d'un caducée de même auquel sont suspendus deux festons servant de lambrequins, l'un à dextre de chêne, l'autre à senestre d'olivier aussi d'or et réunis a l'extrémité. |